# Sanacore Re-Prises
Sanacore Re-Prises è un EP degli Almamegretta.

## Tracce
1. Rootical step
2. α - dub
3. Intelligent?
4. 'o sciore cchiù felice (the 3rd flower)